# Gonomyia bihamata
Gonomyia bihamata är en tvåvingeart som beskrevs av Alexander 1943. Gonomyia bihamata ingår i släktet Gonomyia och familjen småharkrankar. Inga underarter finns listade i Catalogue of Life.